# SoulCalibur V
SoulCalibur V (ソウルキャリバー V, SōruKyarib ā Faibu) est un jeu vidéo de combat développé par Namco Bandai et sorti le 3 février 2012 sur PlayStation 3 et Xbox 360.
Le jeu se déroule 17 ans après les événements de SoulCalibur IV. Le personnage principal est Patroklos Alexandra, fils de Sophitia. Il est également possible de créer ses propres personnages avec des tenues et accessoires différents (dont certains sont à déverrouiller).

## Développement
Le jeu a été officiellement annoncé par Namco Bandai le 11 mai 2011. Le jeu a été dévoilé dès 2010, où Daishi Odashima, le directeur du jeu, a annoncé sur Twitter : « SC revient ! ». Vers la fin du mois d'avril 2011, Odashima a indiqué de nouveau sur Twitter : « avec optimisme je serai capable d'annoncer quelque chose mi-mai. »

### Anciens personnages
- Algol, l'un des trois boss de  Soulcalibur IV, il se bat avec les reproductions de Soulcalibur et Souledge.
- Astaroth, un géant armé d'une grande hache.
- Cervantes, pirate espagnol et père de Ivy, se bat avec deux épées dont une où se cache un pistolet
- Edge Master, apparu dans le tout premier opus de la série et dans Soulcalibur III. Il reproduit tous les styles des personnages présents.
- Hilde (Hildegard von Krone), une alliée de Siegfried armée d'une épée courte et d'une lance.
- Ivy, fille de Cervantes, est une alchimiste armée d'une épée-serpent.
- Kilik, ancien élève de Edge Master et ex-compagnon de Maxi et de Xianghua. Il reproduit les styles des personnages masculins des précédents épisodes.
- Maxi, un marin armé de nunchakus. Il se promène avec Natsu, Leixia et Xiba.
- Mitsurugi, un samurai armé d'un katana.
- Nightmare, l'antagoniste de la série, forme physique de Soul Edge.
- Raphael Sorel, Vampire, un noble français armé d'une rapière.
- Siegfried Schtauffen, chevalier allemand, armé d'une grande épée, capitaine du groupe de mercenaires nommés Schwarzwind.
- Tira, une assassin armée d'un cerceau tranchant, obsédée par Souledge.
- Voldo, un vieil homme aveugle et contorsionniste armé de griffes géantes, fidèle serviteur de Vercci, un défunt marchand d'armes.
- Yoshimitsu le second, personnage qui se bat avec un katana, successeur du Yoshimitsu original

### Personnages DLC
- Dampierre, apparu dans Soulcalibur: Broken Destiny, d'origine italienne, il revient en tant que personnage bonus (DLC).

### Nouveaux personnages
- Alpha Patroklos, double du héros Patroklos Alexandra. Il est vêtu de noir, et utilise une technique semblable à celle de Setsuka (étant le disciple de celle-ci), ancien personnage de la série.
- Elysium, l'incarnation physique de SoulCalibur, ayant pris l'apparence de Sophitia Alexandra. Elle reproduit les styles des personnages féminins des précédents épisodes.
- Aeon, un lézard humanoïde ailé. Anciennement appelé Lizardman.
- Leixia, fille de Xianghua armée, elle aussi, d'une épée chinoise comme sa mère.
- Natsu, jeune femme ninja et élève de Taki, elle a le même style de combat que sa mentor.
- Pyrrha Oméga, version maléfique de Pyrrha Alexandra. Son style de combat est presque identique à celui de Sophitia dans les précédents épisodes.
- Patroklos Alexandra, frère de Pyrrha et fils de Sophitia Alexandra armé d'une épée courte et d'un bouclier.
- Pyrrha Alexandra, sœur de Patroklos et fille de Sophitia Alexandra armée d'une épée courte et d'un bouclier identique aux armes de sa mère.
- Viola, une voyante, alliée de Z.W.E.I.. Elle ne se souvient pas de ses origines et de ce qui s'est passé pendant son ancienne vie. Elle est un des protagonistes secondaires dans Soulcalibur V. Elle se bat avec des griffes d'acier et un orbe violet. Personne ne se doute que Viola est en réalité Amy Sorel fille adoptive de Raphael Sorel.
- Xiba est un adolescent toujours affamé combattant à l'aide d'un long bâton.
- Z.W.E.I., un homme armé d'une épée avec trois poignées et d'un loup nommé Ein. Aussi, son style de combat est un peu semblable Strider Hiryu de Capcom.
- Le style de combat de Devil Jin disponible pour les personnages en mode création. On peut utiliser quelques de ses coups comme le laser, les ailes et le renforcement de coup de poings.

### Personnage Invité
- Ezio Auditore da Firenze, héros de la série Assassin's Creed est personnage invité.